# Pull de Noël

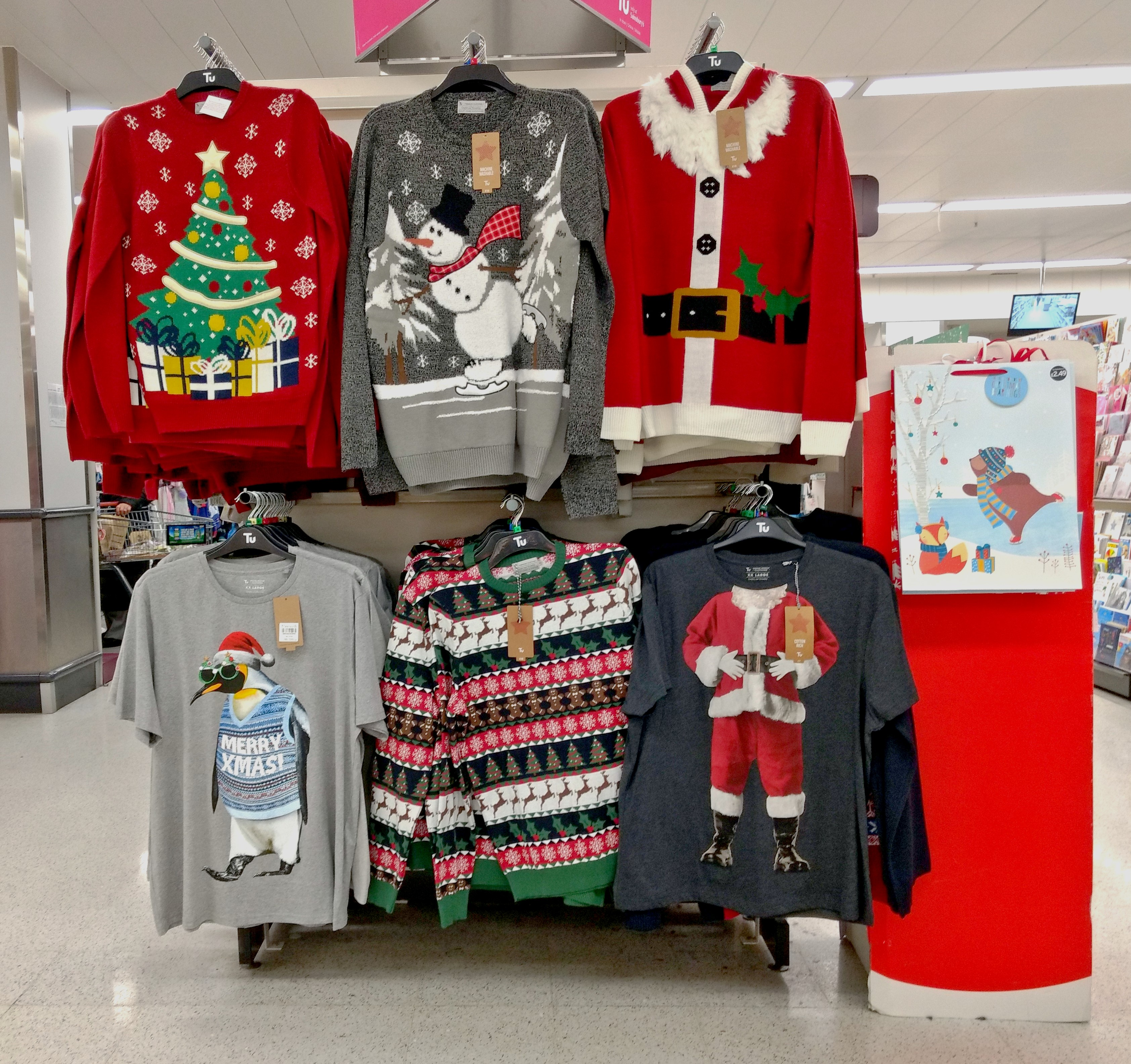
Exemples de pulls de Noël dans le magasin Sainsbury's au Royaume-Uni en 2016.

Le pull de Noël ou chandail de Noël,,,, (en anglais : Christmas jumper ou Christmas sweater, ou encore ugly Christmas jumper ou ugly Christmas sweater) est un pull ou un chandail tricoté, décoré dans un style soulignant la fête de Noël ou selon un thème hivernal. Ces vêtements font partie de la culture populaire britanniquo-américaine en tant que symbole kitsch. 
Entrés dans la tradition au cours des années 1980, ils sont portés de manière décalée pendant les deux décennies suivantes, où ils sont l'apanage des friperies, avant de s'élever au rang de phénomène de mode dans les années 2010, alors qu'une industrie de plusieurs millions de dollars se développe autour de leur commercialisation. De grands magasins tels Macy's, Target, Walmart, Nordstrom ou Forever 21 en proposent annuellement, mais le phénomène de mode profite aussi à un grand nombre de commerçants indépendants sur internet.

## Description
Il s'agit d'un pull-over le plus souvent tricoté « façon grand-mère » et orné d'un motif évoquant Noël ou la saison d'hiver : un sapin, un skieur avec son bonnet de laine, un attelage de rennes, un bonhomme de neige, un père Noël… Plus les tons sont criards, plus ils correspondent aux critères de ce pull « chic et abominable », plus « tendance » que jamais, qui doit se signaler par des « couleurs innommables », voire des « orgies de pompons » et des « guirlandes électriques ».

## Histoire

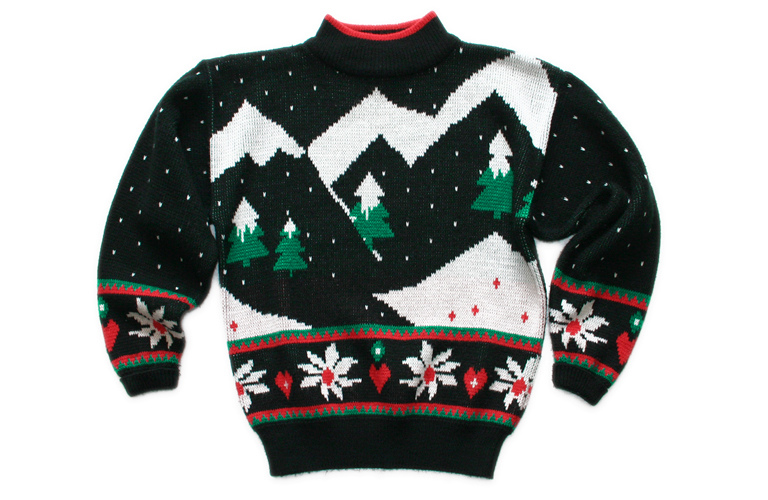
Un pull de Noël.

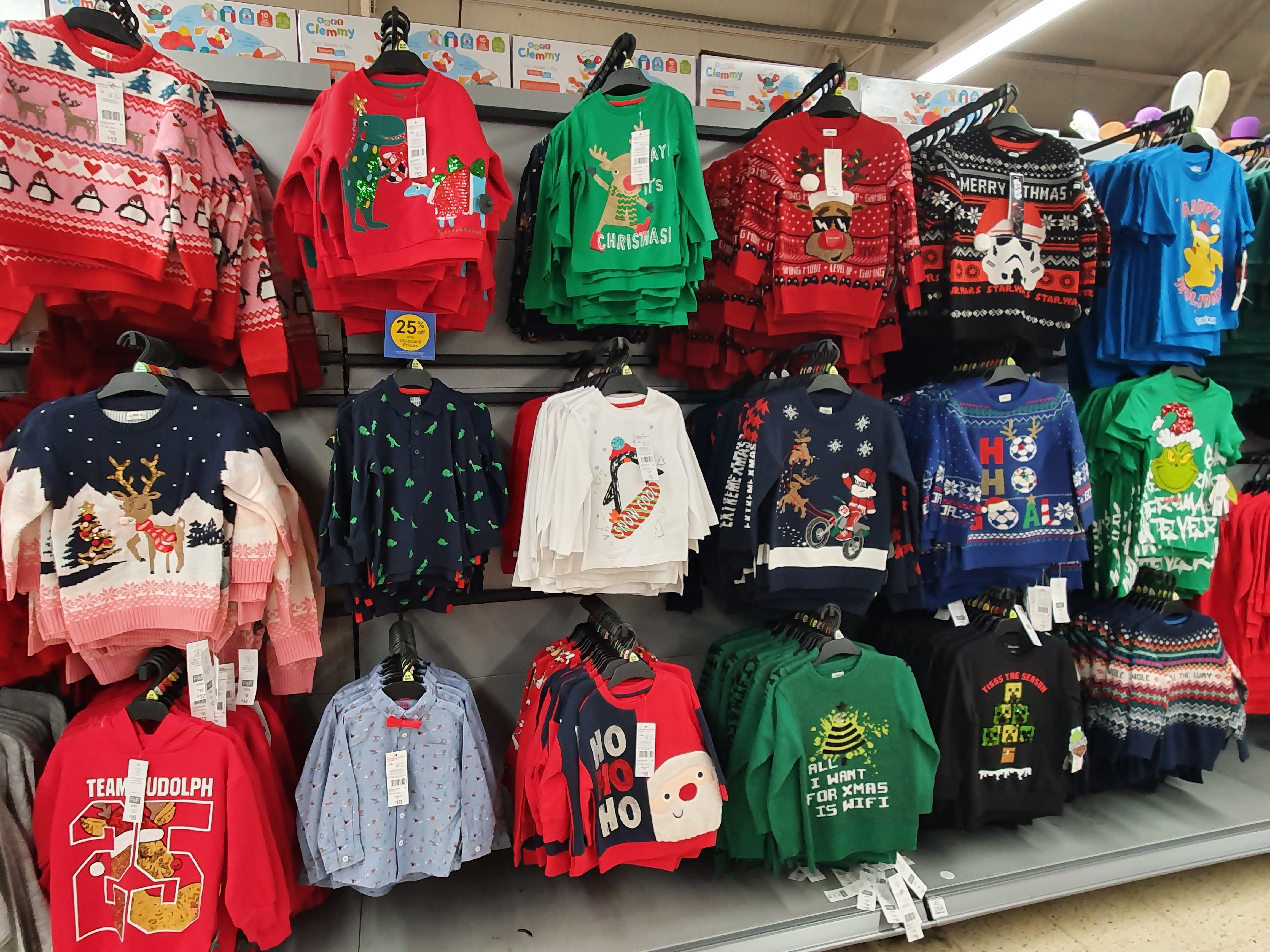
Pulls de Noël pour enfants, Royaume-Uni, 2022.

L'origine de cet engouement semble remonter aux années 1980, quand ce type de pull est porté par Bill Cosby dans le Cosby Show. Parallèlement, au Royaume-Uni, il est popularisé par le romancier Gyles Brandreth ou le chanteur Andy Williams.
Après une éclipse au cours des années 1990, le « pull de Noël » revient en force à partir de 2001, lorsque Colin Firth, dans le film Le Journal de Bridget Jones, arbore un col roulé verdâtre orné d'un renne. Depuis les années 2010, des soirées à thème « pull moche » remportent un vif succès aux États-Unis, en particulier à New York. Dans les milieux juifs américains, ce vêtement est connu sous le nom de Hanukkah sweater, la fête de Hanoucca se situant à la même époque de l'année.
La mode de l'ugly Christmas sweater s'étend par le web qui offre une façon industrielle de créer du profit en s'appuyant sur une tendance propagée par internet.
Le Monde perçoit dans cette mode une « tradition détournée », celle des pulls que les grand-mères tricotaient autrefois pour leurs petits-enfants et qu'elles leur offraient au moment du réveillon. Selon Alice Pfeiffer dans Le Goût du moche, cette nouvelle tradition « rappelle un folklore loin des métropoles », « rassurant par son refus du minimalisme qui domine le design actuel », permettant « à celui qui le porte d'adopter une forme de troisième degré : faussement moqueur, mais véritablement apprécié. »
En 2011, Amazon rapporte une augmentation de 600 % de ses ventes de chandails « festifs » par rapport à l'année précédente. 
Ce vêtement est adopté à l'occasion des fêtes de fin d'année par plusieurs célébrités, ce qui accentue le phénomène,, et des concours de pulls de Noël les plus laids sont organisés, parfois pour des œuvres de charité. En décembre 2016, le musée de cire Madame Tussauds de Londres habille les représentations de sept membres de la famille royale britannique, ainsi que leurs chiens corgis, de pulls de Noël. Les clubs sportifs d'Amérique du Nord vendent des pulls de Noël aux couleurs de leurs équipes pour réaliser des bénéfices. Certaines villes organisent des courses autour du thème afin d'amasser des fonds pour des œuvres caritatives.

## Journée mondiale

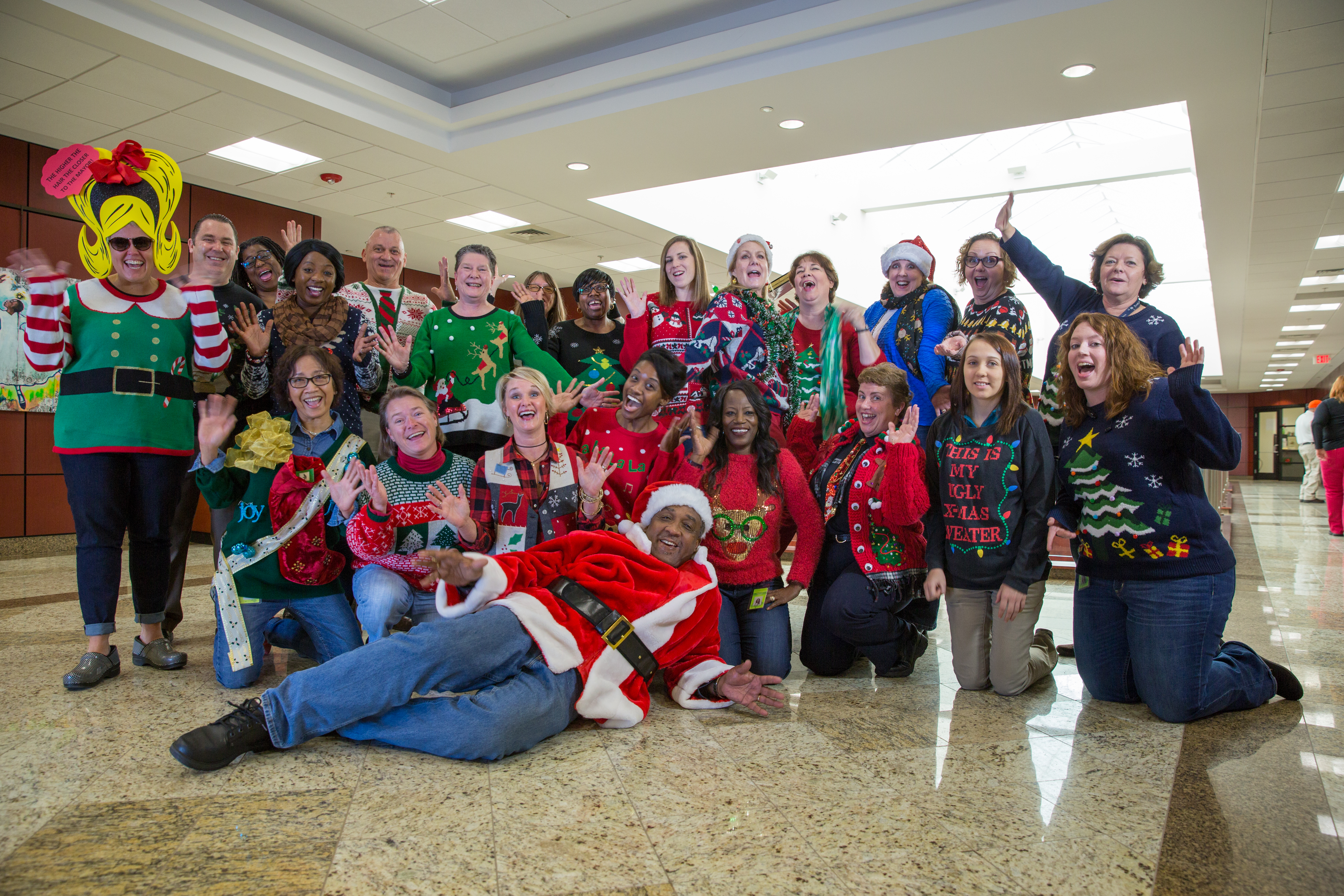
Participants à la « journée mondiale du pull moche » aux États-Unis.

Depuis 2011, chaque mois de décembre voit se dérouler la « Journée mondiale du pull moche », au cours de laquelle diverses célébrités du monde du spectacle exhibent ce vêtement que les médias qualifient volontiers de « kitsch » et de « ringardissime », ou même de « cauchemar en 3D ». 
Que le but soit ludique n'exclut ni les œuvres de charité ni les objectifs commerciaux. Ainsi en 2012, Save the Children organise une journée Christmas Jumper Day où les participants sont encouragés à porter leur pull de Noël le plus kitsch et à donner de l'argent à cet organisme caritatif pour ce « privilège ».